# Робин Хобб
Ма́ргарет А́стрид Ли́ндхольм О́гден (англ. Margaret Astrid Lindholm Ogden; более известна под псевдонимами Мэ́ган Ли́ндхольм, англ. Megan Lindholm, и Ро́бин Хобб, англ. Robin Hobb; род. 5 марта 1952, Калифорния) — американская писательница, в основном работает в жанре фэнтези.

## Биография
Будущая писательница родилась в Беркли, штат Калифорния. В 1961 году её семья переехала на Аляску в город Фэрбанкс. Окончив школу, Линдхольм проучилась год в университете Денвера, но вскоре уехала домой. В 1970 году Мэган вышла замуж за местного рыбака и переехала к нему на остров Кадьяк, у берегов Аляски. Тогда же она начала писательскую карьеру. Её первые рассказы публиковались в журналах для детей. Только к 1980-м она начала писать в жанре фэнтези. Первый гонорар за публикацию она получила в 1979 году за рассказ «Кости Дулата».
За эти годы Мэган неоднократно переезжала. Она отучилась в колледже при Государственном университете в Айдахо. Затем она два года прожила на Гавайях прежде чем поселиться с семьёй в Такоме, штат Вашингтон, где живёт и сейчас.
В 1995 году она взяла псевдоним Робин Хобб для фэнтези-романа «Ученик убийцы», первого в цикле «Элдерлингов». Этот цикл принёс писательнице успех и признание, и сейчас она больше известна под псевдонимом, чем под своим именем.

### Мэган Линдхольм

#### Заклинатели Ветров / The Windsingers (The Ki and Vandien Quartet)
- Полет гарпии / Harpy’s Flight (1983)
- Заклинатели ветра / The Windsingers (1984)
- Врата Лимбрета / The Limbreth Gate (1984)
- Удача колес / Luck of the Wheels (1989)

#### Народ Северного Оленя / The Reindeer People (Tillu and Kerlew)
- Народ Северного Оленя / The Reindeer People (1988)
- Волчий брат / Wolf’s Brother (1988)

#### Другие книги
- Голубиный волшебник / The Wizard of the Pigeons (1985)
- Расколотые копыта / Cloven Hooves (1991)
- Чужая Земля / Alien Earth (1992)
- Цыган / The Gypsy (1992) со Стивеном Брастом

### Робин Хобб

#### Произведения, относящиеся коВселенной Элдерлингов

##### Сага о Видящих / The Farseer Trilogy
Первый из цикла Вселенной Элдерлингов. В трилогии о династии Видящих главным героем является бастард королевского наследника Фитц Чивэл Видящий (Fitz Chivalry Farseer), выросший среди слуг и, по приказу деда-короля, с малолетства готовившийся в тайные убийцы. Королевство Шести Герцогств переживает тяжкие времена, — король болен и слаб, его сыновья ненавидят друг друга, а прибрежные поселения королевства страдают от нападений кровожадных пиратов с Островов Божественных Рун, наделенных загадочной магией.
- Ученик убийцы / Assassin’s Apprentice (1995)
- Королевский убийца / Royal Assassin (1996)
- Странствия убийцы / Assassin’s Quest (1997)

##### Сага о живых кораблях / The Liveship Traders
Действие романов происходит через несколько лет после событий описанных в «Саге о Видящих», но герои трилогии — обитатели южных побережий материка и Пиратских островов. В центре сюжета — клан Вестритов, потомственных морских торговцев, владельцев «живого корабля» Проказница.
- Волшебный корабль / Ship of Magic (1998)
- Безумный корабль / The Mad Ship (1999)
- Корабль судьбы / Ship of Destiny (2000)

##### Сага о Шуте и Убийце / The Tawny Man Trilogy
Прямое продолжение истории бастарда Фитца, действие которого происходит через 15 лет после событий «Саги о Видящих» и спустя некоторое время после событий «Саги о живых кораблях».
- Миссия Шута / Fool's Errand (2002)
- Золотой Шут / Golden Fool (2003)
- Судьба Шута / Fool's Fate (2003)

##### Хроники Дождевых Чащоб / The Rain Wilds Chronicles
Действие происходит несколькими годами позже событий «Саги о живых кораблях». Отдельные герои «Саги о живых кораблях» выступают в новых романах в качестве второстепенных персонажей.
- Хранитель драконов / Dragon Keeper (2009)
- Драконья гавань / Dragon Haven (2010)
- Город драконов / City of Dragons (2012)
- Кровь драконов / Blood of Dragons (2013)

##### Сага о Фитце и Шуте / The Fitz and the Fool Trilogy
Продолжение приключений Фитца и Шута. На этот раз им предстоит совершить путешествие в загадочный Клеррес, чтобы отомстить и защитить мир от Служителей.
- Убийца Шута / Fool's Assassin (2014)[7]
- Странствия Шута / Fool's Quest (2015)[8][9][10]
- Судьба Убийцы / Assassin's Fate (2017)

##### Рассказы и повести, относящиеся коВселенной Элдерлингов
- Наследование / The Inheritance (повесть, 2000)
- Возвращение домой / Homecoming (повесть, 2003)
- Слова как монеты / Words Like Coins (рассказ, 2004)
- Кошачья добыча / Cat's Meat (рассказ, 2011)
- Своевольная Принцесса и Пегий Принц / The Willful Princess and the Piebald Prince (приквел к Саге о Видящих) (2013)

#### Сын солдата / Soldier Son
Не связанная с предыдущими, новая трилогия «Сын солдата» описывает жизнь Невара Бурвиля (англ.  Nevare Burvelle), второго сына нового лорда в Королевстве Герния (англ.  Kingdom of Gernia), его подготовку и обучение в королевской академии, а также о последующих событиях.
- Дорога шамана / Shaman’s Crossing (2005)
- Лесной маг / Forest Mage (2006)
- Магия отступника / Renegade’s Magic (2007)